# جیمز تیلی (بازیکن فوتبال)
جیمز تیلی (انگلیسی: James Tilley؛ زادهٔ ۱۳ ژوئن ۱۹۹۸) بازیکن فوتبال اهل بریتانیا است.
از باشگاه‌هایی که در آن بازی کرده‌است می‌توان به باشگاه فوتبال برایتون اند هوو آلبیون اشاره کرد.